# 山本昭
山本 昭（やまもと あきら、1927年4月27日 - 2015年8月8日 ）は、日本の経営者。紀陽銀行頭取を務めた。

## 来歴・人物
和歌山県出身。1953年に大阪大学法学部法学科を卒業し、同年に紀陽銀行に入行した。1971年5月に取締役に就任し、1979年6月に常務、1981年4月に専務を経て、1984年5月に副頭取に就任し、1985年6月には頭取に昇格した。1990年6月から1994年6月までに会長を務めた。
2015年8月8日、急性心筋梗塞のために死去。88歳没。